# WDR5
WDR5 (англ. WD repeat domain 5) – білок, який кодується однойменним геном, розташованим у людей на короткому плечі 9-ї хромосоми. Довжина поліпептидного ланцюга білка становить 334 амінокислот, а молекулярна маса — 36 588.
| 10         |  | 20         |  | 30         |  | 40         |  | 50         |
| ---------- |  | ---------- |  | ---------- |  | ---------- |  | ---------- |
| MATEEKKPET |  | EAARAQPTPS |  | SSATQSKPTP |  | VKPNYALKFT |  | LAGHTKAVSS |
| VKFSPNGEWL |  | ASSSADKLIK |  | IWGAYDGKFE |  | KTISGHKLGI |  | SDVAWSSDSN |
| LLVSASDDKT |  | LKIWDVSSGK |  | CLKTLKGHSN |  | YVFCCNFNPQ |  | SNLIVSGSFD |
| ESVRIWDVKT |  | GKCLKTLPAH |  | SDPVSAVHFN |  | RDGSLIVSSS |  | YDGLCRIWDT |
| ASGQCLKTLI |  | DDDNPPVSFV |  | KFSPNGKYIL |  | AATLDNTLKL |  | WDYSKGKCLK |
| TYTGHKNEKY |  | CIFANFSVTG |  | GKWIVSGSED |  | NLVYIWNLQT |  | KEIVQKLQGH |
| TDVVISTACH |  | PTENIIASAA |  | LENDKTIKLW |  | KSDC       |  |            |

A: Аланін

C: Цистеїн

D: Аспарагінова кислота

E: Глутамінова кислота

F: Фенілаланін

G: Гліцин

H: Гістидин

I: Ізолейцин

K: Лізин

L: Лейцин

M: Метіонін

N: Аспарагін

P: Пролін

Q: Глутамін

R: Аргінін

S: Серин

T: Треонін

V: Валін

W: Триптофан

Кодований геном білок за функцією належить до регуляторів хроматину. 
Задіяний у таких біологічних процесах, як транскрипція, регуляція транскрипції, ацетилювання. 
Локалізований у ядрі.